# Popis ptičjih vrsta
Ovo je djelomičan popis poznatijih ptičjih vrsta.
| Indeks: 0-9 A B C Č Ć D Dž Đ E F G H I J K L Lj M N Nj O P Q R S Š T U V W X Y Z Ž |

## A
- Acanthis cannabina – Juričica
- Acanthis flammea – Sjeverna juričica
- Acanthis flavirostris – Gorska juričica
- Acanthis hornemanni – Polarna juričica
- Accipiter brevipes – Kratkoprsti kobac
- Accipiter gentilis – Jastreb, Jastreb kokošar
- Accipiter nisus – Kobac, Kobac ptičar
- Acrocephalus melanopogon – Crnoprugasti trstenjak, Trstenjak ševarić, Ševarski cvrčić (por. Grmuše)
- Acrocephalus arundinaceus – Veliki trstenjak, Trstenjak drošćić (por. Grmuše)
- Acrocephalus paludicola – Trstenjak ševar, Trstenjak istočnjak (por. Grmuše)
- Acrocephalus palustris – Trstenjak mlakar (por. Grmuše)
- Acrocephalus schoenobaenus – Trstenjak rogožar (por. Grmuše)
- Acrocephalus scirpaceus – Trstenjak cvrkutić (por. Grmuše)
- Actitis hypoleucos – Mala prutka
- Aegithalos caudatus – Dugorepa sjenica (por. Dugorepe sjenice)
- Aegolius funereus – Planinski ćuk, Mrtvačka sovica
- Aegypius monachus – Sup starješina ili Crni strvinar
- Agriocharis ocellata (por. Phasianidae  – Jarebice, prepelice, fazani, kokoši)
- Aix galericulata – Patka mandarinka, Mandarinka
- Alauda arvensis – Poljska ševa, Ševa vintulija
- Alca torda – plosnatokljuna njorka
- Alcedo atthis –  Vodomar, Vodomar ribar
- Alectoris barbara – Afrička jarebica
- Alectoris chukar – Jarebica čukar, Čukar, Čukara, Istočna jarebica
- Alectoris graeca – Jarebica kamenjarka, Jarebica grivnja
- Alectoris rufa – Riđa jarebica
- Alopochen aegyptiacus – Egipatska guska (Anatidae – Patke, guske, labudovi)
- Amadina fasciata – Ogličasta amadina (por. Estrildidae)
- Amandava amandava – Crvena munija
- Amandava subflava (por. Estrildidae)
- Amazona tucumana – Tukumanska amazona
- Amazona vinacea – Ljubičastoprsa amazona
- Amazona viridigenalis – Tamaulipska amazona
- Amblyospiza albifrons (vrapci, pletilje)
- Anaplectes rubriceps (vrapci, pletilje)
- Anas acuta – Patka lastarka (Anatidae – Patke)
- Anas capensis – Kapska kržulja (Anatidae – Patke)
- Anas clypeata – Patka žličarka (Anatidae – Patke)
- Anas crecca – Kržulja, Patka kržulja (Anatidae – Patke)
- Anas discors – Modrokrila patka
- Anas formosa – Šarenoglava patka
- Anas penelope – Zviždara, Patka zviždara (Anatidae – Patke)
- Anas platyrhynchos –  Divlja patka  (por. Patke)
- Anas querquedula – Patka pupčanica
- Anas strepera – Patka kreketaljka
- Anomalospiza imberbis (vrapci, pletilje)
- Anser albifrons – Lisasta guska
- Anser anser – Siva guska (Divlja guska) (por. Patke)
- Anser brachyrhynchus – Kratkokljuna guska
- Anser erythropus – Mala guska
- Anser fabalis – Guska glogovnjača
- Anthus campestris – Primorska trepteljka, Trepteljka žvrljinka
- Anthus cervinus –  Riđogrla trepteljka, Rusogrla trepteljka (por. Pastirice, Trepteljke ili pliske)
- Anthus novaeseelandiae – Velika trepteljka
- Anthus pratensis – Livadna trepteljka, Trepteljka cikuša (por. Pastirice, Trepteljke ili pliske)
- Anthus richardi – Velika trepteljka
- Anthus spinoletta – Planinska trepteljka, Trepteljka pojarica
- Anthus trivialis – Šumska trepteljka, Prugasta trepteljka, Trepteljka strljekavica (por. Pastirice, Trepteljke ili pliske)
- Antropoides virgo – Ždral krunaš
- Aptenodytes forsteri – Carski pingvin (Rod Aptenodytes; porodica Spheniscidae – Pingvinke)
- Aptenodytes patagonicus – Kraljevski pingvin (Rod Aptenodytes; porodica Spheniscidae – Pingvinke)
- Apteryx australis – Mrki kivi (por. Kiviji)
- Apteryx mantelli – Smeđi kivi
- Apus apus – Čiopa, Crna čiopa
- Apus melba – Bijela čiopa
- Apus pallidus – Smeđa čiopa, Sivogrla čiopa
- Aquila heliaca – Kraljevski orao
- Aquila chrysaetos – Suri orao
- Aquila clanga – Orao klokotaš
- Aquila heliaca – Orao krstaš
- Aquila nipalensis – Stepski orao
- Aquila pomarina – Orao kliktaš
- Ara macao – Crveno-modra ara
- Aramus guarauna – Čapljolika
- Ardea cinerea  – Siva čaplja (por. Čaplje)
- Ardea goliath – Velika čaplja (Čaplje)
- Ardea purpurea – Čaplja danguba
- Ardeola ralloides – Žuta čaplja
- Arenaria interpres – Kameničak, Kameničar kovačić
- Argusianus argus – Plavoglavi paun
- Asio flammeus – Sova močvarica
- Asio otus – Mala ušara, Sova utina
- Athene noctua – Sivi ćuk, Obični ćuk
- Aythya ferina – Glavata patka
- Aythya fuligula –  Krunata patka
- Aythya marila – Patka crnika
- Aythya nyroca – Patka njorka

## B
- Bombycilla garrulus – Kugara, Svilorepa kugara
- Bombycilla japonica – Dalekoistočna kugara
- Bonasa bonasia – Lještarka, Gluha lještarka
- Bostrychia hagedash (Anatidae – Patke, guske, labudovi)
- Bostrychia rara (Anatidae – Patke, guske, labudovi)
- Botaurus stellaris – Bukavac, Bukavac nebogled
- Botaurus lentiginosus – Američki bukavac
- Botaurus piciloptilus – Australski bukavac
- Botaurus pinnatus – Južnoamerički bukavac
- Branta bernicla – Grivasta guska
- Branta canadensis – Kanadska guska
- Branta leucopsis – Bjelolica guska
- Branta ruficollis – Crvenovrata guska, Guska crvenvoljka
- Bubalornis albirostris (vrapci, pletilje)
- Bubo bubo – Ušara, Sovuljaga buljina
- Bubulcus ibis – Čaplja govedarica
- Bucanetes githaginea – Zeba trubačica
- Bucephala clangula – Patka batoglavica
- Bulweria bulwerii – Čađasti zovoj
- Burhinus bistriatus – Bjelotrba čukavica (Čukavice)
- Burhinus oedicnemus – Ćukavica, Ćukavica potrk
- Buteo albicaudatus
- Buteo albigula
- Buteo albonotatus
- Buteo archeri
- Buteo augur
- Buteo auguralis
- Buteo brachypterus
- Buteo brachyurus
- Buteo buteo – Škanjac, Škanjac mišar
- Buteo galapagoensis – Galapagoški škanjac
- Buteo hemilasius
- Buteo jamaicensis – Jamajkanski škanjac
- Buteo lagopus – Škanjac gaćaš
- Buteo lineatus
- Buteo melanoleucus
- Buteo nitidus
- Buteo oreophilus
- Buteo platypterus
- Buteo poecilochrous
- Buteo regalis
- Buteo ridgwavi
- Buteo rufinus – Riđi škanjac
- Buteo rufofuscus
- Buteo solitarius – Havajski škanjac
- Buteo swainsoni
- Buteo ventralis

## C
- Cacatua goffini – Tanimbarski kakadu
- Cacatua haematuropygia – Filipinski kakadu
- Cacatua moluccensis – Molučki kakadu
- Cairina moschata – Mošusna patka (Anatidae – Patke, guske, labudovi)
- Calandrella brachydactyla – Kratkoprsta ševa, Ševa čevrljužica
- Calcarius lapponicus – Laponska strnadica, Laponski ostrugaš
- Calidris alba – Bijeli žalar, Troprsti žalar
- Calidris alpina – Žalar cirikavac
- Calidris canutus – Sivi žalar, Rđasti žalar
- Calidris ferruginea – Krivokljuni žalar
- Calidris maritima – Morski žalar
- Calidris minuta – Mali žalar, Mali žalar
- Calidris temminckii – Sijedi žalar, Žalar crnčić
- Caloenas nicobarica – Kudravi golub
- Calonectris diomedea – Kaukal, Veliki zovoj (por. Zovoji)
- Caloperdix oculea – Cimetatsa trčka (por. Phasianidae  – Jarebice, prepelice, fazani, kokoši)
- Caprimulgus europaeus – Leganj, Leganj mračnjak
- Caprimulgus ruficollis – Rusogrli leganj
- Carduelis cannabina – Juričica
- Carduelis carduelis – Češljugar
- Carduelis carduelis parva – Češljugar
- Carduelis cardeulis carduelis – Češljugar major
- Carduelis chloris – Zelendur, Zelendur zelenac
- Carduelis cucullata – Venecuelanski čižak
- Carduelis flammea (Carduelis flammea cabaret) – Sjeverna juričica
- Carduelis flammea flammea – Sjeverna juričica
- Carduelis flavirostris – Gorska juričica
- Carduelis hornemanni – Polarna juričica
- Carduelis pinus – Sjevernoamerički borov cajzlić
- Carduelis sinica – Kineski zelendur
- Carduelis spinodes – Himalajski zelendur
- Carduelis spinus – Čižak
- Carpodacus erythrinus – Velika rujnica
- Catharacta skua – Veliki pomornik
- Casuarius casuarius – Veliki kazuar (por. Pravi kazuari)
- Cephalopterus penduliger
- Cepphus grylle – Crna njorka, Crni tučnjak
- Certhia brachydactyla – Dugokljuni puzavac, Kratkoprsti puzavac
- Certhia familiaris –  Kratkokljuni puzavac, Puzavac kljukavac
- Cettia cetti  – Svilorepi cvrčić, Krovarica svilovka (por. Grmuše)
- Charadrius alexandrinus –  Morski kulik
- Charadrius dubius – Kulik sljepčić
- Charadrius hiaticula – Kulik blatarić
- Chlidonias hybridus – Bjelobrada čigra
- Chlidonias leucoptera – Bjelokrila čigra
- Chlidonias nigra –  Crna čigra
- Ciconia ciconia – Roda, Bijela roda
- Ciconia nigra – Crna roda
- Cinclus cinclus – Vodenkos, Obični brljak
- Circaetus gallicus – Zmijar, Orao zmijar
- Circus aeruginosus –  Eja močvarica, Eja pijuljača
- Circus cyaneus –  Eja strnjarica (Eja strnarica)
- Circus macrourus – Stepska eja
- Circus pygargus –  Eja livadarka
- Cisticola juncidis – Šivalica, Šivalica muharica
- Clamator glandarius –  Afrička kukavica
- Clangula hyemalis – Plovka ledenjarka, Patka ledara (por. Patke)
- Claravis godefrida – Ljubičastoprugi golub
- Coccothraustes coccothraustes – Batokljun, Batokljun trešnjar
- Colinus virginianus ridgwayi – Virdžinijska prepelica
- Columba caribaea – Jamajčanski golub
- Columba guinea  – Crvenolici golub
- Columba iriditorques (golubovi, grlice)
- Columba junoniae  – Lovorov golub
- Columba livia – Divlji golub, Golub pećinar
- Columba livia f. domestica – Divlji golub, Gradski golub
- Columba mayeri (golubovi, grlice)
- Columba oenas –  Golub dupljaš
- Columba oenops – Peruanski golub
- Columba palumbus – Golub grivnjaš
- Columba trocaz – Madeirski golub
- Columba unicincta (golubovi, grlice)
- Coracias garrulus – Zlatovrana
- Corvus corax – Gavran, Obični gavran, Vrana gavran
- Corvus corone – Vrana
  - Corvus corone cornix – Siva vrana
  - Corvus corone corone – Crna vrana
- Corvus frugilegus – Gačac, Vrana gačac
- Corvus monedula – Čavka, Čavka zlogodnjača
- Corythaeola cristata – Veliki turako
- Coturnix coturnix – Prepelica, Prepelica pućpura
- Crex crex – Kosac, Prdavac prepeličar
- Creagrus furcatus – Rašljokljuni galeb
- Crossoptilon crossoptilon – Bijeli fazan
- Crossoptilon mantchuricum – Brkati fazan
- Crypturellus atrocapillus – Tamnokapi tinamu (Rod Crypturellus; por. Tinamui)
- Crypturellus bartletti – Bartlettov tinamu (Rod Crypturellus; por. Tinamui)
- Crypturellus berlepschi – Ekvadorski tinamu (Rod Crypturellus; por. Tinamui)
- Crypturellus boucardi – Srednjoamerički tinamu (Rod Crypturellus; por. Tinamui)
- Crypturellus brevirostris – Riđi tinamu (Rod Crypturellus; por. Tinamui)
- Crypturellus casiquiare – Šareni tinamu (Rod Crypturellus; por. Tinamui)
- Crypturellus cinereus – Pepeljasti tinamu (Rod Crypturellus; por. Tinamui)
- Crypturellus cinnamomeus – Cimetasti tinamu (Rod Crypturellus; por. Tinamui)
- Crypturellus duidae – Sivonogi tinamu (Rod Crypturellus; por. Tinamui)
- Crypturellus erythropus – Crvenonogi tinamu (Rod Crypturellus; por. Tinamui)
- Crypturellus kerriae – Mrki tinamu (Rod Crypturellus; por. Tinamui)
- Crypturellus noctivagus – Žutonogi tinamu (Rod Crypturellus; por. Tinamui)
- Crypturellus obsoletus – Smeđi tinamu (Rod Crypturellus; por. Tinamui)
- Crypturellus parvirostris – Kratkokljuni tinamu (Rod Crypturellus; por. Tinamui)
- Crypturellus ptaritepui – Tepujski tinamu (Rod Crypturellus; por. Tinamui)
- Crypturellus soui – Mali tinamu (Rod Crypturellus; por. Tinamui)
- Crypturellus strigulosus – Brazilski tinamu (Rod Crypturellus; por. Tinamui)
- Crypturellus tataupa – Pjegavoboki tinamu (Rod Crypturellus; por. Tinamui)
- Crypturellus transfasciatus – Obrvasti tinamu (Rod Crypturellus; por. Tinamui)
- Crypturellus undulatus – Prugasti tinamu (Rod Crypturellus; por. Tinamui)
- Crypturellus variegatus – Prošarani tinamu (Rod Crypturellus; por. Tinamui)
- Cuculus canorus – Kukavica, Obična kukavica
- Cyanistes caeruleus – Sjenica plavić (por. Sjenice)
- Cygnus atratus – Crni labud
- Cygnus columbianus – Mali labud, Crnokljuni labud
- Cygnus cygnus – Žutokljuni labud (por. Patke)
- Cygnus olor – Crvenokljuni labud (por. Patke)

## D
- Daption capense – Kapski burnjak
- Delichon urbica – Piljak
- Dendrocopos major – Veliki djetlić
- Dendrocopos minor – Mali djetlić
- Dendrocygna autumnalis – Crnotrba utva (Anatidae – Patke, guske, labudovi)
- Dendrocygna bicolor – Smeđa utva (Anatidae – Patke, guske, labudovi)
- Dendrocygna viduata – Bjelolica utva (Anatidae – Patke, guske, labudovi)
- Dryocopus martius – Crna žuna, Crni mravozub
- Dendrocopos medius – Crvenoglavi djetlić

## E
- Egretta alba – Velika bijela čaplja, Bijela čaplja
- Egretta garzetta – Mala bijela čaplja, Bijela čapljica
- Elanus caeruleus – Crnokrila lunja
- Emberiza aureola – Vrbova strnadica
- Emberiza bruniceps – Riđoglava strnadica
- Emberiza caesia – Rusogrla strnadica, Strnadica rusobradica
- Emberiza calandra – Velika strnadica, Stršelj počvrkaš
- Emberiza cia – Strnadica cikavica
- Emberiza cineracea – Turska strnadica
- Emberiza cirlus – Crnogrla strnadica, Strnadica brkašica
- Emberiza citrinella – Žuta strnadica Strnadica žutovoljka
- Emberiza hortulana – Vrtna strnadica
- Emberiza leucocephala – Bjeloglava strnadica
- Emberiza melanocephala – Crnoglava strnadica
- Emberiza pusilla – Mala strnadica
- Emberiza rustica – Šumska strnadica
- Emberiza schoeniclus – Močvarna strnadica
- Ephippiorhynchus senegalensis – Šarenokljuna roda (Ciconiidae – Rode)
- Eremophila alpestris – Planinska ševa
- Erithacus luscinia – Mrki slavuj
- Erithacus megarhynchos – Slavuj
- Erithacus rubecula – Crvendać, Čučka crvendać
- Erithacus svecicus – Modrovoljka
- Erythropygia galactotes – Živičnjak, Južni živičnjak
- Estrilda astrild – Prugasta estrilda
- Estrilda atricapilla
- Estrilda caerulescens (por. Estrildidae)
- Estrilda charmosyna
- Estrilda erythronotos
- Estrilda kandti
- Estrilda melanotis
- Estrilda melpoda – Narandžastolica estrilda
- Estrilda nigriloris
- Estrilda nonnula
- Estrilda paludicola
- Estrilda perreini
- Estrilda poliopareia
- Estrilda rhodopyga
- Estrilda rufibarba
- Estrilda thomensis
- Estrilda troglodytes – Senegalska estrilda
- Eudocimus ruber – Ružičasti ibis
- Eudromias morinellus – Šareni kulik, Kulik lakrdijaš
- Eudyptes chrysocome – Žutouhi pingvin (rod: Eudyptes; por: Pingvinke)
- Eudyptes chrysolophus – Zlatnouhi pingvin (rod: Eudyptes; por: Pingvinke)
- Eudyptes crestatus –  (rod: Eudyptes; por: Pingvinke)
- Eudyptes pachyrhynchus – Debelokljuni pingvin (rod: Eudyptes; Pingvinke)
- Eudyptes robustus – Snerski pingvin (rod: Eudyptes; por: Pingvinke)
- Eudyptes schlegeli – Makvorijski pingvin (rod: Eudyptes; Pingvinke)
- Eudyptes sclateri – Antipodski pingvin (rod: Eudyptes; por: Pingvinke)
- Eudyptula albosignata – Mali pingvin (rod: Eudyptula; por: Pingvinke)
- Eudyptula minor – Patuljasti pingvin (rod: Eudyptula; por: Pingvinke)
- Eunymphicus cornutus – Kukmasta kozica
- Euplectes afer (vrapci, pletilje)
- Euplectes ardens (vrapci, pletilje)
- Euplectes franciscanus (vrapci, pletilje)
- Euplectes hordeaceus (vrapci, pletilje)
- Euplectes macrourus (vrapci, pletilje)

## F
- Falco biarmicus – Krški sokol
- Falco cherrug – Stepski sokol
- Falco columbarius – Mali sokol, Soko kraguljčić
- Falco eleonorae – Eleonorin sokol, Mrki sokol
- Falco jugger – Indijski sokol
- Falco naumanni – Bjelonokta vjetruša
- Falco peregrinus Tunstall – Sivi sokol
- Falco rusticolus – Veliki sokol
- Falco subbuteo – Sokol lastavičar
- Falco tinnunculus – Vjetruša, Vjetruša kliktavka
- Falco vespertinus – Crvenonoga vjetruša, Crnonoga vjetruša, Vjetruša kopčić
- Ficedula albicollis – Bjelovrata muharica, Muharica bjelokrilica
- Ficedula hypoleuca – Crnoglava muharica
- Ficedula parva – Mala muharica, Muharica crvenvoljka
- Ficedula semitorquata – Sirijska muharica, Istočna muharica
- Francolinus francolinus – Crna frankolina
- Fringilla coelebs – Zeba, Zeba bitkavica
- Fringilla montifringilla – Sjeverna zeba, Zeba nikavica, Planinska zeba
- Fringilla teydea – Kanarska zeba
- Fulica atra – Liska, Crna liska
- Fulmarus glacialis – Burnjak
- Fulmarus glacialoides – Antarktički burnjak

## G
- Galerida cristata – Kukmasta ševa, Kukuljava ševa
- Gallicolumba criniger – Crvenoprsi golub
- Gallicolumba luzonica – Luzonski golub
- Gallinago gallinago – Šljuka kokošica
- Gallinago media – Šljuka livadarka
- Gallinula chloropus – Mlakuša, Zelenonoga guša
- Garrulus glandarius – Šojka, Šojka kreštalica
- Gavia adamsii – Morski gnjurac žutokljuni, Žutokljuni plijenor (por. Plijenori)
- Gavia arctica – Crnogrli plijenor, Srednji plijenor, Morski gnjurac srednji (por. Plijenori)
- Gavia immer – Morski gnjurac veliki, Veliki plijenor (por. Plijenori)
- Gavia stellata – Crvenogrli plijenor ili Morski gnjurac mali, Mali plijenor (por. Plijenori)
- Gelochelidon nilotica – Debelokljuna čigra
- Geronticus eremita – Ćelavi ibis
- Glareola nordmanni – Crnokrila pješčarka, Crnokrili zijavac
- Glareola pranticola – Pješčarka, Zijavac čičavac
- Glaucidium passerinum – Mali ćuk, Ćukuša kukavica
- Gracula religiosa –  Beo
- Grus canadensis – Kanadski ždral
- Grus grus – Ždral, Sivi ždral
- Gypaetus barbatus – Kostoberina, Žutoglava kostoberina
- Gyps fulvus – Bjeloglavi sup

## H
- Haematopus ostralegus – Oštrigar, Oštrigar kovač
- Haliaeetus albicilla – Štekavac, Orao štekavac
- Haliaeetus leucocephalus – Bjeloglavi štekavac
- Halietor pygmeus – Mali vranac, Vranac kaloser
- Hieraaetus fasciatus – Prugasti orao
- Hieraaetus pennatus – Patuljasti orao
- Himantopus himantopus – Vlastelica
- Hippolais icterina – Žuti voljić (por. Grmuše)
- Hippolais olivetorum – Voljić maslinar (por. Grmuše)
- Hippolais pallida – Sivi voljić (por. Grmuše)
- Hippolais polyglota – Kratkokrili voljić (por. Grmuše)
- Hirundo daurica – Daurska lastavica
- Hirundo rupestris – Hridna lastavica, Hridna bregunica
- Hirundo rustica – Lastavica, Lastavica pokućarka
- Hydrobates pelagicus – Burnica, Burnica zlogodnica

## I
- Ithaginis cruentus – Prugasti tragopan
- Ixobrychus minutus Čapljica voljak

## J
- Jynx torquilla – Vijoglav, Vijoglav mravar

## K
- Kotinga rupicola – Kukmasta kotinga

## L
- Lagonosticta rara (por. Estrildidae)
- Lagonosticta rubricata (por. Estrildidae)
- Lagonosticta rufopicta (por. Estrildidae)
- Lagonosticta senegala – Crvenokljuna munija
- Lagonosticta vinacea (por. Estrildidae)
- Lanius collurio – Rusi svračak
- Lanius excubitor – Veliki svračak
- Lanius minor – Sivi svračak
- Lanius senator – Riđoglavi svračak, Svračak crvenoglavac
- Larus argentatus – Sinji galeb
- Larus audouinii – Sredozemni galeb, Crvenokljuni galeb
- Larus cachinnans – Galeb klaukavac
- Larus canus – Olujni galeb
- Larus fuscus – Mrki galeb, Galeb ćukavac
- Larus genei – Tankokljuni galeb
- Larus marinus – Veliki galeb
- Larus melanocephalus – Crnoglavi galeb
- Larus minutus – Mali galeb
- Larus ridibundus – Riječni galeb, Obični galeb
- Leiothrix lutea – Kineski slavuj
- Leptoptilos crumeniferus – Afrički marabu (Ciconiidae – Rode)
- Leucopsar rothschildi – Balijska mina
- Limicola falcinellus – Plosnokljuni žalar
- Limosa lapponica – Riđa muljača, Smeđa muljača
- Limosa limosa – Crnorepa muljača
- Locustella fluviatilis – Trstenjak potočar
- Locustella luscinioides – Veliki cvrčić, Trstenjak slavić
- Locustella naevia – Pjegavi cvrčić, Trstenjak cvrčić
- Lonchura bicolor (por. Estrildidae)
- Lonchura cantans (por. Estrildidae)
- Lonchura cucullata – Crnoglava munija
- Lonchura fringilloides (por. Estrildidae)
- Lonchura punctulata  – Smeđa munija
- Lophura bulweri – Bjelorepi fazan
- Lophura diardi – Crvenoglavi fazan
- Lophura edwardsi – Vijetnamski fazan
- Lophura inornata – Kratkorepi fazan
- Loxia curvirostra – Krstokljun, Krstokljun omorikaš
- Loxia leucoptera – Bijelokrili krstokljun
- Loxia pytyopsittacus – Veliki krstokljun, Krstokljun borikaš
- Loxia scotica – Škotski krstokljun
- Lullula arborea – Ševa krunica
- Luscinia luscinia – Mrki slavuj, Veliki slavuj
- Luscinia megarhynchos – Slavuj, Mali slavuj
- Luscinia svecica – Modrovoljka, Modrovoljka bjelokrpica
  - Luscinia svecica cyanecula – Modrovoljka bjelogrla
- Lymnocryptes minima – Mala šljuka, Šljuka kozica

## M
- Macronectes giganteus – Veliki burnjak
- Malimbus cassini (vrapci, pletilje)
- Malimbus malimbicus (vrapci, pletilje)
- Malimbus nitens (vrapci, pletilje)
- Malimbus rubricollis (vrapci, pletilje)
- Malimbus scutatus (vrapci, pletilje)
- Mandingoa nitidula (por. Estrildidae)
- Marmaronetta angustirostris – Pjegava patka
- Melanitta fusca – Patka kulašica
- Melanitta nigra – Crna patka
- Melanocorypha calandra – Velika ševa. Ševa čevrljuga
- Melanoperdix nigra – Kratkokljuna trčka (por. Phasianidae  – Jarebice, prepelice, fazani, kokoši)
- Mergus albellus – Bijeli ronac
- Melopsittacus undulatus – Tigrica
- Mergus merganser – Veliki ronac, Ronac oraš
- Mergus serrator – Mali ronac, Ronac brskavac
- Merops apiaster – Pčelarica, Žuta pčelarica
- Milvus migrans – Crna lunja, Crnkasta lunja
- Milvus milvus – Crvena lunja, Crvenkasta lunja
- Monticola saxatilis – Kamenjar, Crvenorepi stijenjak
- Monticola solitarius – Modrokos, Stijenjak modrokos
- Montifringilla nivalis – Snježna zeba, Planinska zeba
- Morus bassanus – Bluna, Bijela bluna
- Motacilla alba – Bijela pastirica, Bijela pliska
- Motacilla cinerea – Gorska pastirica, Gorska pliska
- Motacilla citreola – Limunasta pastirica
- Motacilla flava – Žuta pastirica, Pliska pastirica
- Muscicapa striata – Muharica, Siva muharica

## N
- Neophron percnopterus – Crkavica, Bijela crkavica
- Netta rufina – Patka gogoljica (por. Patke)
- Nettapus auritus – Bjelolica patka (Anatidae – Patke, guske, labudovi)
- Nesocharis capistrata
- Nigrita bicolor
- Nigrita canicapilla
- Nigrita fusconota
- Nigrita luteifrons
- Nothocercus bonapartei – Bonaparteov tinamu (rod: Nothocercus; por. Tinamui)
- Nothocercus julius – trijeslen – Bjelogrli tinamu (rod: Nothocercus; por. Tinamui)
- Nothocercus nigrocapillus – Crnoglavi tinamu (rod: Nothocercus; por. Tinamui)
- Nothoprocta cinerascens – Pjegavoprsi tinamu (rod: Nothoprocta; por. Tinamui)
- Nothoprocta curvirostris – Crvenoprsi tinamu (rod: Nothoprocta; por. Tinamui)
- Nothoprocta kalinowskii – Kalinovskijev tinamu (rod: Nothoprocta; por. Tinamui)
- Nothoprocta ornata – Šarenokrili tinamu (rod: Nothoprocta; por. Tinamui)
- Nothoprocta pentlandii – Andski tinamu (rod: Nothoprocta; por. Tinamui)
- Nothoprocta perdicaria – Čilski tinamu (rod: Nothoprocta; por. Tinamui)
- Nothoprocta taczanowskii – Krivokljuni tinamu (rod: Nothoprocta; por. Tinamui)
- Nothura boraquira – Prugastovrati tinamu (rod: Nothura; por. Tinamui)
- Nothura chacoensis – Prugastoleđi tinamu (rod: Nothura; por. Tinamui)
- Nothura darwinii – Darvinov tinamu (rod: Nothura; por. Tinamui)
- Nothura maculosa – Pjegavokrili tinamu (rod: Nothura; por. Tinamui)
- Nothura minor – Pjegavovrati tinamu (rod: Nothura; por. Tinamui)
- Nucifraga caryocatactes – Kreja, Kreja lješnjikara
- Numenius arquata – Veliki pozviždač, Pozviždač šibičar
- Numenius phaeopus – Prugasti pozviždač, Pozviždač jatar
- Numenius tenuirostris – Tankokljuni pozviždač
- Nyctea scandiaca – Bijela sova
- Nycticorax nycticorax – Gak, Gak kakavac
- Nymphicus hollandicus – Nimfa

## O
- Oena capensis – Dugorepa grlica (golubovi, grlice)
- Oenanthe hispanica – Primorska bjeloguza, Crnokrili kamenjar
- Oenanthe oenanthe – Sivkasta bjeloguza, Obični kamenjar
- Oenanthe pleschanka – Dvobojna bjeloguza, Crnovrata bjeloguza
- Ognorhynchus icterotis – Žutolica jandaja
- Oriolus oriolus – Euroazijska zlatna vuga
- Ortygospiza atricollis
- Otis tarda – Droplja, Veliki potrk
- Otus scops – Ćuk, Jelić lulavac
- Oxyura leucocephala – Čakora, Patka kršuljica

## P
- Pachyphantes superciliosus (vrapci, pletilje)
- Pachyptila turtur – Sinji zovoj
- Padda oryzivora – Rižarica
- Pandion haliaetus – Bukoč, Jastrebac cipolaš
- Panurus biarmicus – Brkata sjenica, Brkata bazgovka
- Parmoptila rubrifrons
- Paroria gularis – Mrki fazan vidi Syrmaticus mikado
- Parus ater – Jelova sjenica
- Parus caeruleus – Plavetna sjenica
- Parus cristatus – Kukmasta sjenica, Kaporasta sjenica
- Parus cyanus – Bijela sjenica, Sibirska sjenica
- Parus lugubris – Mrka sjenica
- Parus major – Velika sjenica
- Parus montanus – Planinska sjenica
- Parus palustris – Crnoglava sjenica
- Passer domesticus – Vrabac, Vrabac pokućar
- Passer griseus – Sivoglavi vrabac (vrapci, pletilje)
- Passer hispaniolensis – Španjolski vrabac
- Passer montanus – Poljski vrabac
- Pavo muticus – Zeleni paun
- Pelecanus crispus – Kudravi pelikan, Kudravi nesit
- Pelecanus onocrotalus – Ružičasti pelikan, Ružičasti nesit (por. Pelikani)
- Penelope purpurascens – Kudravi guan (por. Cracidae – Guani, čačalake, hokoi)
- Perdix perdix – Trčka, Trčka skvržulja
- Pernis apivorus – Škanjac osaš
- Petronia dentata – Bjelogrli vrabac (vrapci, pletilje)
- Petronia petronia – Vrabac kamenjar
- Phalacrocorax aristotelis – Morski vranac, Ćubasti vranac, Vranac huholjac (por. Vranci)
- Phalacrocorax carbo – Veliki vranac (por. Vranci)
- Phalacrocorax pygmaeus – Mali vranac ili fendak (por. Vranci)
- Phalaropus fulicarius – Riđa liskonoga, Plosnokljuna
- Phalaropus lobatus – Tankokljuna liskonoga
- Phasianus colchicus – Fazan, Obični gnjetao
- Philomachus pugnax – Pršljivac, Pršljivac ogrličar
- Phoenicopterus roseus – Flamingo, Plamenac (por. Plamenci)
- Phoenicopterus ruber – Plamenac, Ružičasti plamenac
- Phoenicurus ochruros – Mrka crvenrepka, Crvenrepka kovač
- Phoenicurus phoenicurus – Šumska crvenrepka, Crvenrepka kovačić
- Pholidornis rushiae
- Phylloscopus bonelli – Gorski zviždak (por. Grmuše)
- Phylloscopus collybitus – Zviždak, Obični zviždak (por. Grmuše)
- Phylloscopus sibilatrix – Šumski zviždak (por. Grmuše)
- Phylloscopus trochilus – Brezov zviždak, Zviždak kovačić (por. Grmuše)
- Pica pica – Svraka, Svraka maruša
- Picoides leucotos – Planinski djetlić, Bjeloprhteni djetao
- Picoides major – Veliki djetlić, Veliki djetao
- Picoides medius – Crvenoglavi djetlić, Srednji djetao
- Picoides minor – Mali djetlić, Mali djetao
- Picoides syriacus – Sirijski djetlić
- Picoides tridactylus – Troprsti djetlić, Troprsta tukavica
- Picus canus – Siva žuna
- Picus viridis – Zelena žuna
- Pinicola enucleator – Velika rujnica
- Pionopsitta pileata – Crvenočela papiga
- Platalea leucorodia – Žličarka, Bijela žličarka
- Plectropterus gambensis – Oštrugasta guska (Anatidae – Patke, guske, labudovi)
- Plectrophenax nivalis – Bijela strnadica, Sniježni ostrugaš
- Plegadis falcinellus – Blistavi ibis, Ražanj turkoč
- Plocepasser superciliosus (vrapci, pletilje)
- Ploceus albinucha (vrapci, pletilje)
- Ploceus aurantius (vrapci, pletilje)
- Ploceus cucullatus – Seoska pletilja (vrapci, pletilje)
- Ploceus heuglini (vrapci, pletilje)
- Ploceus luteolus (vrapci, pletilje)
- Ploceus melanocephalus (vrapci, pletilje)
- Ploceus nigerrimus (vrapci, pletilje)
- Ploceus nigricollis (vrapci, pletilje)
- Ploceus pelzelni  (vrapci, pletilje)
- Ploceus preussi (vrapci, pletilje)
- Ploceus tricolor (vrapci, pletilje)
- Ploceus vitellinus (vrapci, pletilje)
- Pluvialis apricaria – Troprsti zlatar
- Pluvialis squatarola – Zlatar pijukavac
- Podiceps auritus – Ušati gnjurac (por. Gnjurci)
- Podiceps cristatus – Ćubasti gnjurac ili Veliki ćubasti gnjurac (por. Gnjurci)
- Podiceps grisegena – Riđogrli gnjurac (por. Gnjurci)
- Podiceps nigricolis – Crnogrli gnjurac, Zlatouhi gnjurac, Crnovrati gnjurac (por. Gnjurci)
- Polyplectron bicalcaratum – Sivi paunaš
- Polyplectron emphanum – Palavanski paunaš
- Polyplectron inopinatum – Smeđoleđi paunaš (por. Phasianidae  – Jarebice, prepelice, fazani, kokoši)
- Polysticta stelleri – Stellerova gavka
- Porphyrio porphyrio – Sultanka, Modra sultanka
- Porzana parva – Siva štijoka, Štijoka vizlinica
- Porzana porzana – Riđa štijoka, Štijoka riđuga
- Porzana pusilla – Mala štijoka, Štijoka kusica
- Procellaria cinerea – Sivosmeđi zovoj
- Prunella collaris – Alpski popić, Gluhi popić
- Prunella modularis – Sivi popić
- Psephotus pulcherrimus – Rajska papiga
- Pteronetta hartlaubii – Crnoglava patka (Anatidae – Patke, guske, labudovi)
- Pterodroma hasitata
- Pterodroma hypoleuca
- Pterodroma macroptera
- Psittacula krameri – Mala aleksandra
- Puffinus bulleri
- Puffinus carneipes
- Puffinus gavia
- Puffinus gravis
- Puffinus griseus
- Puffinus lherminieri
- Puffinus nativitatis
- Puffinus pacificus
- Puffinus puffinus – Mali zovoj
- Puffinus tenuirostris
- Pygoscelis adeliae – Adelijski pingvin (rod – Pygoscelis; porodica Spheniscidae – Pingvinke)
- Pygoscelis antarctica – Ogrličasti pingvin (rod – Pygoscelis; porodica Spheniscidae – Pingvinke)
- Pygoscelis papua – Žutonogi pingvin (rod – Pygoscelis; porodica Spheniscidae – Pingvinke)
- Pyrenestes ostrinus
- Pyrrhocorax graculus – Žutokljuna galica, Galica čolica
- Pyrrhocorax pyrrhocorax – Crvenokljuna galica, Planinska galica
- Pyrrhula pyrrhula – Zimovka, Zimnica čučurin
- Pyrrhura cruentata – Crvenouha papiga
- Pytilia hypogrammica
- Pytilia phoenicoptera

## Q
- Quelea erythrops (vrapci, pletilje)

## R
- Rallus aquaticus – Kokošica, Kokošica mlakara
- Ramphastos sulfuratus – Žutoprsi tukan
- Recurvirostra avosetta – Modronoga sabljarka
- Regulus ignicapillus – Vatroglavi kraljić
- Regulus regulus – Zlatoglavi kraljić
- Remiz pendulinus – Sjenica mošnjarka, Plazica vuga
- Rhizothera longirostris – Šumska trčka (por. Phasianidae  – Jarebice, prepelice, fazani, kokoši)
- Rhea americana – Nandu
- Riparia riparia – Bregunica, Bregunica čađavica
- Rissa tridactyla – Troprsti galeb
- Rollulus rouloul – Kukmasta trčka (por. Phasianidae  – Jarebice, prepelice, fazani, kokoši)

## S
- Sagittarius serpentarius – Sekretar
- Sarcoramphus papa – Kraljevski lešinar (Sokolovke)
- Saxicola rubetra –  Smeđoglavi batić, Batić prdavac
- Saxicola torquata – Crnoglavi batić, Batić kovač
- Scolopax rusticola – Šumska šljuka, Šljuka bena (šljuka)
- Serinus canicapillus (zebe)
- Serinus citrinella – Planinska žutarica
- Serinus leucopygius (zebe)
- Serinus mozambicus – Mozambička žutarica (zebe)
- Serinus serinus – Žutarica, Obična žutarica
- Sitta europaea – Brgljez, Obični brgljez
- Sitta neumayer – Brgljez kamenjar, Brgljez lončar
- Somateria mollissima – Gavka
- Somateria spectabilis – Krasna gavka
- Spermophaga haematina
- Spheniscus demersus – Magareći pingvin (rod: Spheniscus; p: Spheniscidae – Pingvinke)
- Spheniscus humboldti   – Humboldtov pingvin (rod: Spheniscus; porodica Spheniscidae – Pingvinke)
- Spheniscus magellanicus – Mageljanov pingvin (rod: Spheniscus; porodica Spheniscidae – Pingvinke)
- Spheniscus mendiculus – Galapagoški pingvin (rod: Spheniscus; porodica Spheniscidae – Pingvinke)
- Spinus Cucullatus – Venezuelanski čižak
- Sporopipes frontalis (vrapci, pletilje)
- Steatornis caripensis – Uljašica
- Stercorarius longicaudus – Dugorepi pomornik
- Stercorarius parasiticus – Kratkorepi pomornik
- Stercorarius pomarinus – Širorepi pomornik
- Sterna albifrons – Mala čigra
- Sterna caspia – Velika čigra
- Sterna douglaii – Ružičasta čigra
- Sterna hirundo – Crvenokljuna čigra, Obična čigra
- Sterna paradisaea – Arktička čigra, Polarna čigra
- Streptopelia decaocto – Gugutka, Grlica kumra
- Streptopelia decipiens – Sivoglava gugutka (golubovi, grlice)
- Streptopelia roseogrisea – Sahelska gugutka (golubovi, grlice)
- Streptopelia semitorquata – Crvenooka gugutka (golubovi, grlice)
- Streptopelia senegalensis – Plavokrila grlica (golubovi, grlice)
- Streptopelia turtur – Grlica, Divlja grlica
- Streptopelia vinacea – Vinasta gugutka (golubovi, grlice)
- Strigops habroptila – Kakapo
- Strix aluco – Šumska sova, Šumska sovina
- Strix nebulosa – Velika sova
- Strix uralensis – Jastrebača, Sovina jastrebača
- Sturnus roseus – Ružičasti čvorak, Škvrlj kriješvar
- Sturnus unicolor – Crni čvorak
- Sturnus vulgaris – Čvorak, Šareni čvorak
- Surnia ulula – Sjeverna sova
- Sylvia atricapilla – Crnokapa grmuša, Crnoglava grmuša (por. Grmuše)
- Sylvia borin – Siva grmuša, Grmuša smokvarica, Vrtna grmuša (por. Grmuše)
- Sylvia cantillans – Bjelobrka grmuša (por. Grmuše)
- Sylvia communis – Obična grmuša, Grmuša pjenica (por. Grmuše)
- Sylvia conspicillata – Žutonoga grmuša
- Sylvia curruca – Grmuša čevrljinka (por. Grmuše)
- Sylvia hortensis – Velika grmuša, Grmuša staglić (por. Grmuše)
- Sylvia melanocephala – Crnoglava grmuša, Grmuša crnoprhnica (por. Grmuše)
- Sylvia nisoria – Pirgasta grmuša, Pjegava grmuša (por. Grmuše)
- Sylvia undata – Crvenooka grmuša
- Syrmaticus ellioti – Bjelotrbi fazan
- Syrmaticus humiae – Plavovrati fazan
- Syrmaticus mikado – Mrki fazan vidi Paroria gularis
- Syrrhaptes paradoxus – Kirgiska sadža

## T
- Tachybaptus ruficollis – Mali gnjurac, Gnjurac pilinorac
- Tadorna ferruginea – Zlatokrila utva (por. Patke)
- Tadorna tadorna – Utva, Morska utva, Šarena utva (por. Patke)
- Taoniscus nanus – Patuljasti tinamu (Rod Taoniscus; por. Tinamui)
- Tarsiger cyanurus – Modrorepka
- Terpsiphone bourbonnensis (por. Muscicapidae)
- Tetrao tetrix – Tetrijeb ruševac
- Tetrao urogallus – Tetrijeb gluhan
- Tetrax tetrax – Mala droplja, Mali potrk
- Thalasseus sandvicensis – Dugokljuna čigra
- Thalasseus maximus – Kraljevska čigra
- Threskiornis aethiopicus (Anatidae – Patke, guske, labudovi)
- Tichodroma muraria – Crvenokrili litičar, zidarčac
- Tinamotis ingoufi – Patagonski tinamu (Rod Tinamotis; por. Tinamui)
- Tinamotis pentlandii – Punski tinamu (Rod Tinamotis; por. Tinamui)
- Tinamus guttatus – Pjegavi tinamu (Rod Tinamus; por. Tinamui)
- Tinamus major – Maslinasti tinamu (Rod Tinamus; por. Tinamui)
- Tinamus osgoodi – Crni tinamu (Rod Tinamus; por. Tinamui)
- Tinamus solitarius – Paragvajski tinamu (Rod Tinamus; por. Tinamui)
- Tinamus tao – Sivi tinamu (Rod Tinamus; por. Tinamui)
- Tragopan caboti – Pjegavi tragopan
- Tragopan satyra – Crveni tragopan (por. Phasianidae  – Jarebice, prepelice, fazani, kokoši)
- Treron calva – Afrička voćarica (golubovi, grlice)
- Treron waalia – Žutotrba voćarica (golubovi, grlice)
- Tringa erythropus – Crna prutka, Mrka prutka
- Tringa glareola – Prutka migavica
- Tringa nebularia – Krivokljuna prutka
- Tringa ochropus – Crnokrila prutka
- Tringa stagnatilis – Dugonoga prutka
- Tringa totanus –  Crvenonoga prutka
- Troglodytes troglodytes – Palčić, Strijež palčić
- Trochillus polytmus – Crvenokljuni kolibrić
- Turdus iliacus – Drozd crvenih potkrila, Mali drozd, Drozd gitkavac
- Turdus merula – Kos, Crni kos
- Turdus philomelos – Drozd pjevač, Drozd cikelj
- Turdus pilaris –  Drozd bravenjak
- Turdus torquatus – Planinski kos, Drozd orgličar
- Turdus viscivorus – Drozd imelaš
- Turtur abyssinicus – Plavokapa grlica (golubovi, grlice)
- Turtur afer – Plavopjegava grlica (golubovi, grlice)
- Turtur brehmeri – Plavoglava grlica (golubovi, grlice)
- Turtur chalcospilos – Smaragdnopjegava grlica
- Turtur tympanistria – Bjeločela grlica (golubovi, grlice)
- Tyto alba – Kukuvija, Kukuvija drijemavica

## U
- Upupa epops – Pupavac, Pupavac božijak
- Uraeginthus bengalus
- Uria aalge – Tankokljuna njorka
- Urocolius macrourus – Pepeljasta mišjakinja

## V
- Vanellus spinosus – Ostrugasti vivak
- Vanellus vanellus – Vivak, Vivak pozviždač
- Vidua chalybeata
- Vidua interjecta
- Vidua larvaticola
- Vidua macroura
- Vidua orientalis
- Vidua raricola
- Vidua togoensis
- Vidua wilsoni

## Nestale vrste
- † s. Archaeopteryx lithographica  (g. Archaeopteryx, f. Archaeopterygidae)
- † s. Archaeopteryx siemensii (g. Archaeopteryx, f. Archaeopterygidae)
- † s. Changchengornis hengdaoziensis (g. Changchengornis, f. Confuciusornithidae)
- † s. Cuspirostrisornis houi (g. Cuspirostrisornis, f. Cuspirostrisornithidae)
- † s. Confuciusornis dui (g. Confuciusornis, f. Confuciusornithidae)
- † s. Confuciusornis sanctus (g. Confuciusornis, f. Confuciusornithidae)
- † s. Eoconfuciusornis zhengi (g. Eoconfuciusornis, f. Confuciusornithidae)
- † s. Jinzhournis yixianensis (g. Jinzhournis, f. Confuciusornithidae)
- † s. Jinzhournis zhangjiyingia (g. Jinzhournis, f. Confuciusornithidae)
- † s. Jurapteryx recurva (g. Jurapteryx, f. Archaeopterygidae)
- † s. Liaoxiornis delicatus (g. Liaoxiornis, f. Liaoxiornithidae)
- † s. Limenavis patagonica (g. Limenavis, f. Incertae sedis)
- † s. Proornis coreae (g. Proornis, f. Archaeopterygidae)
- † s. Protarchaeopteryx robusta (g. Protarchaeopteryx, f. Archaeopterygidae)
- † s. Songlingornis linghensis (g. Songlingornis, f. Songlingornithidae)
- † s. Wellnhoferia grandis (g. Wellnhoferia, f. Archaeopterygidae)
- † s. Yandangornis longicaudus (g. Yandangornis, f. Yandangithidae)